# Myriolepis clarki
Myriolepis clarki è un pesce osseo estinto, appartenente agli attinotterigi. Visse nel Triassico inferiore (circa 250 - 247 milioni di anni fa) e i suoi resti fossili sono stati ritrovati in Australia.

## Descrizione
Questo pesce possedeva un corpo slanciato e fusiforme, e poteva raggiungere i 20 centimetri di lunghezza. La testa era lunga e bassa, con un muso appuntito e ampie fauci. Gli occhi erano grandi e la bocca era ampia e fornita di grandi denti aguzzi e conici. Il suspensorium era obliquo, mentre l'opercolo era molto più piccolo del subopercolo. La pinna dorsale era triangolare e posta appena dietro la metà del corpo, mentre la pinna anale era notevolmente più arretrata. Le scaglie erano robuste e ricoperte di ganoina, ma erano di piccole dimensioni e ricoprivano tutto il corpo.

## Classificazione
Myriolepis clarki venne descritto per la prima volta da Egerton nel 1864, sulla base di resti fossili ritrovati nella zona di Gosford, in Nuovo Galles del Sud in Australia, in terreni risalenti al Triassico inferiore. 
Myriolepis è classicamente considerato un membro dei paleonisciformi, un gruppo di pesci ossei arcaici che è risultato essere un raggruppamento parafiletico. Non è tuttora chiaro se Myriolepis sia effettivamente vicino al genere Palaeoniscum o se sia un membro di un altro gruppo di attinotterigi arcaici. 